# Kimura Shigenari
Kimura Shigenari (木村 重成?; 1593 – 6 giugno 1615) è stato un vassallo del clan Toyotomi.
Era figlio di Kimura Shigekore. Raggiunse il castello di Osaka per unirsi ai suoi difensori nel 1614 e fu ucciso nella battaglia di Wakae durante la campagna estiva dell'assedio di Osaka. Si dice che fosse incredibilmente attraente e che fu reso famoso per il coraggio dimostrato ad Osaka.